# Magda Donato
Magda Donato, pseudonyme de Carmen Eva Nelken y Mansberger, née en 1868 à Madrid et morte en exil en 1966 à Mexico, est une journaliste, dramaturge et actrice espagnole, sœur de l'écrivaine et femme politique Margarita Nelken.

## Biographie
Née le 6 février 1898 à Madrid au sein d'une famille de commerçants - son père est un joaillier espagnol et sa mère, née en France, est fille d'horloger, tous les deux descendants de juifs allemands -, la jeune Carmen suit une bonne éducation et une formation universitaire, comme peu de jeunes filles à l'époque.
En 1917, à 19 ans, elle publie dans le journal El Imparcial, le quotidien de la famille Gasset, en tant que responsable de la rubrique féminine. En 1920, elle commence sa collaboration avec la prestigieuse revue culturelle España où elle rédige des articles féministes.
Elle travaille ensuite pour d'autres publications comme Estampa, Heraldo de Madrid et Blanco y Negro. Elle signe Magda Donato, pour se différencier de sa grande sœur, Margarita Nelken.
Elle cherche à émanciper la femme espagnole des stéréotypes qui marquent le début du siècle : progressiste et féministe, elle rejoint l'Union des Femmes d'Espagne, organisation dirigée par María Martínez Sierra.

## Exil républicain
En 1939, après la guerre d'Espagne et l'arrivée au pouvoir de Franco, elle doit s'exiler, d'abord en France, puis à partir de novembre 1941 au Mexique. Elle entame à Mexico une carrière d'actrice au sein de la troupe Les comédiens de France. Elle épouse l'artiste Salvador Bartolozzi, également exilé, et écrit avec lui des pièces de théâtre pour la jeunesse qui ont du succès au Mexique dans les années 1940. Elle fait également carrière au cinéma, à partir de 1949 jusqu'aux années 60.
Elle meurt, en exil, le 3 novembre 1966, à Mexico.